# Stensjön (Anundsjö socken, Ångermanland)
Stensjön är en sjö i Örnsköldsviks kommun i Ångermanland och ingår i Gideälvens huvudavrinningsområde. Sjön har en area på 1,3 kvadratkilometer och ligger 368 meter över havet. Stensjön ligger i Hemlingsån Natura 2000-område. Sjön avvattnas av vattendraget Hemlingsån.

## Delavrinningsområde
Stensjön ingår i det delavrinningsområde (708011-161044) som SMHI kallar för Utloppet av Stensjön. Medelhöjden är 395 meter över havet och ytan är 7,87 kvadratkilometer. Räknas de 6 avrinningsområdena uppströms in blir den ackumulerade arean 32,64 kvadratkilometer. Hemlingsån som avvattnar avrinningsområdet har biflödesordning 2, vilket innebär att vattnet flödar genom totalt 2 vattendrag innan det når havet efter 96 kilometer. Avrinningsområdet består mestadels av skog (73 procent). Avrinningsområdet har 1,3 kvadratkilometer vattenytor vilket ger det en sjöprocent på 16,6 procent.